# Druhý tah pěšcem
Druhý tah pěšcem je československý akční kriminální film se špionážní zápletkou z roku 1985 režiséra Víta Olmera a scenáristy Jaroslava Dietla. Hlavní hrdina, důstojník kontrarozvědky Jan Prokop (Karel Heřmánek), pracuje se svým týmem na odhalení agenta západní špionážní centrály, řídící síť rezidentů, která se pokouší získávat domácí odborníky pro práci v zahraničí; hrdina zná jen jeho jméno.

## Obsazení
| Karel Heřmánek       | důstojník kontrarozvědky Jan Prokop                       |
| Ondřej Pavelka       | poručík Libor, Prokopův podřízený                         |
| Jana Paulová         | pracovnice dešifrovacího oddělení Petra                   |
| Jiří Samek           | náčelník kontrarozvědky                                   |
| Tomáš Töpfer         | příslušník kontrarozvědky Milda                           |
| Stanislava Bartošová | Anna Klánová                                              |
| Karel Brožek         | vedoucí krejčovství Richard Hofman (mluví Dalimil Klapka) |
| Vladimír Huber       | knihkupec Sergio Lombardi                                 |
| Karel Smyczek        | inženýr Jonáš                                             |
| Věra Vlčková         | Frankelová, spojka z Vídně                                |
| Alena Kreuzmannová   | sekretářka Lída                                           |
| Veronika Jeníková    | sekretářka Daniela                                        |
| Oldřich Ortinský     | Američan Ramskey (mluví Gene Deitch)                      |
| Jaroslav Kára        | Karel                                                     |
| Zora Božinová        | Prokopova matka                                           |
| Eva Kudláčková       | Michaela, Prokopova dcera                                 |
| Jan Bartoš           | náměstek ministra                                         |

## Návštěvnost
- Od své premiéry v listopadu 1985 až do 31. prosince 1987 vidělo film v českých kinech v rámci 3 465 představení celkem 106 036 diváků.[3]
- Od své premiéry v listopadu 1985 až do 30. června 1990, kdy byl vyřazen z distribuce, vidělo film v českých kinech v rámci 3 533 představení celkem 107 490 diváků.[4]